# Diskografie Kylie Minogue

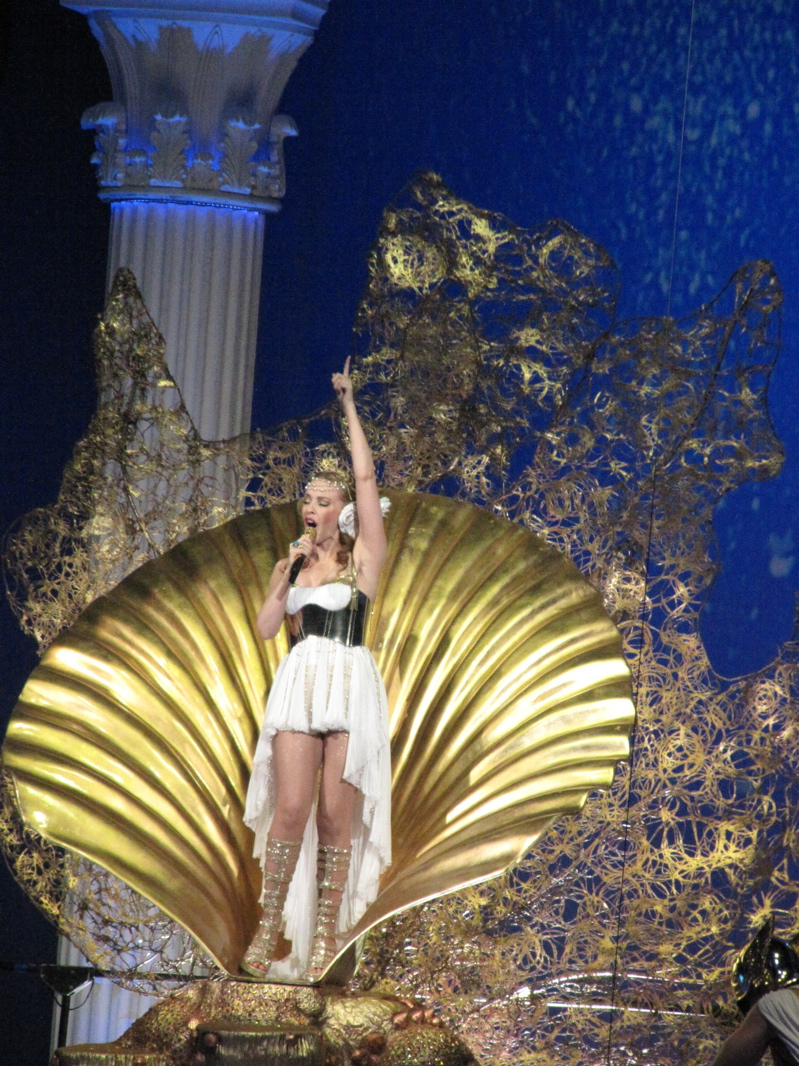
Kylie Minogue zpívá titulní hit „Aphrodite“ během koncertu Aphrodite Les Folies Tour, červen 2011

Toto je diskografie australské zpěvačky Kylie Minogue, která k roku 2017 vydala třináct studiových alb, šest koncertních alb, jedenáct kompilací, jedenáct remixů, deset Extended play, padesát šest singlů a natočila padesát dva videoklipů. Pěveckou kariéru zahájila na základě popularity získané v australské mýdlové opeře Neighbours. Celosvětově prodala přes 80 miliónů nahrávek.
V roce 1987 vydala na domácím trhu cover verzi The Loco-Motion. Sedm týdnů píseň vydržela na prvním místě a stala se nejprodávanějším singlem 80. let v Austrálii. Kariéru na britských ostrovech zahájila u hudebního vydavatelství PWL, v němž natočila debutové studiové album Kylie se skladatelským triem Stock. První singl I Should Be So Lucky se prosadil do čela světových hitparád, ve Spojeném království vedl žebříček pět týdnu v řadě. Celosvětově se prodalo téměř šest miliónu kopií desky a mírného úspěchu dosáhla i ve Spojených státech, kde předchozí cover The Loco-Motion vystoupal na třetí pozici hitparády. Roku 1989 uvolnila druhé album s názvem Enjoy Yourself, z něhož dvě skladby Hand on Your Heart a Tears on My Pillow vystoupaly až na vrchol singlové hitparády ve Velké Británii. Jednalo se o skladby použité ve filmu Delikventi, který se stal jejím hereckým debutem.
Třetí album Rhythm of Love vyšlo v roce 1990 a znamenalo definitivní obrat v její pěvecké dráze. Představilo větší množství elektronické a tanečně zaměřené hudby, doplněné provokativními videoklipy se sexuálním podtextem. Navzdory faktu, že se čtyři singly desky prosadily do první desítky hitparád, prodejnost nedosáhla úrovně předešlých alb. Čtvrtou desku Let's Get to It vydanou v roce 1991 následovala kompilace Greatest Hits. Roku 1993 jí vypršela smlouva ui labelu PWL a nový kontrakt podepsala ve vydavatelství Deconstruction. V roce 1994 vydala desku Kylie Minogue, která ji měla prezentovat jako důvěryhodnou umělkyni. Znamenala odstřihnutí se od předešlé umělecké práce. Premiérový singl Confide in Me se umístil nejvýše na druhém místě britské hitparády a v Austrálii dosáhl dokonce na první příčku. Roku 1995 vyprodukovala společný duet Where the Wild Roses Grow se skupinou Nick Cave and the Bad Seeds, kladně přijatý kritikou. Další album Impossible Princess vydané v roce 1997, je do současnosti nejosobnějším a nejvíce experimentálním počinem. Nese v sobě stopy spolupráce s Manic Street Preachers. Všechny texty, vyjma jedné spolupráce, napsala zpěvačka sama.
Po menší prodejnosti nahrávek, která bylo zklamáním, přešla k nové vydavatelské firmě Parlophone a v roce 2000 u ní nazpívala nový singl Spinning Around, které se poprvé za uplynulých deset let propracoval do čela britské albové hitparády. Následovala deska Light Years, která znamenala návrat k jejím dance-pop kořenům a znovuoživila kariéru. Nicméně, až singl Can't Get You Out of My Head z následujícího alba Fever vydaného v roce 2001, jí zajistil masivní celosvětovou popularitu. Ve více než čtyřiceti zemích se umístil na prvním místě hitparád. Jak singl, tak album se staly nejprodávanějšími nahrávkami hudební kariéry a přinesly také návrat do první desítky amerického žebříčku. V roce 2004 si čtvrtý singl Come into My World odnesla první cenu Grammy v kategorii Nejlepší taneční nahrávka. V roce 2003 vydala album Body Language a následující rok druhý oficiální výběr největších hitů s názvem Ultimate Kylie. V březnu 2005 ji byla diagnostikována rakovina prsu, která znamenala přerušení všech hudebních a koncertních aktivit.
Roku 2007 se vrátila vydáním desátého jubilejního alba X. 5. července 2010 pak uvolnila dosud poslední desku Aphrodite, která byla uvedena singlem All the Lovers.

## Alba

### Studiová alba
| Rok                                                                           | Album                                                                                                   | Nejvyšší postavení v hitparádě | Nejvyšší postavení v hitparádě | Nejvyšší postavení v hitparádě | Nejvyšší postavení v hitparádě | Nejvyšší postavení v hitparádě | Nejvyšší postavení v hitparádě | Nejvyšší postavení v hitparádě | Nejvyšší postavení v hitparádě | Nejvyšší postavení v hitparádě | Nejvyšší postavení v hitparádě | Certifikace |
| Rok                                                                           | Album                                                                                                   | AUS                            | UK                             | AT                             | FRA                            | GER                            | IRE                            | NZ                             | SWE                            | SWI                            | US                             | Certifikace |
| ----------------------------------------------------------------------------- | --- | ------------------------------ | ------------------------------ | ------------------------------ | ------------------------------ | ------------------------------ | ------------------------------ | ------------------------------ | ------------------------------ | ------------------------------ | ------------------------------ | --- |
| 1988                                                                          | Kylie - Vydáno: 4. července 1988 - Label: PWL - Formáty: LP, CD, kazeta                                 | 2                              | 1                              | 15                             | 10                             | 8                              | 1                              | 1                              | 22                             | 7                              | 53                             | - AUS: 6× Platina - UK: 7× Platina - USA: Zlatá deska - GER: Zlatá deska - FRA: Platina                                               |
| 1989                                                                          | Enjoy Yourself - Vydáno: 9. října 1989 - Label: PWL - Formáty: LP, CD, kazeta                           | 9                              | 1                              | —                              | 24                             | 33                             | 1                              | 6                              | 33                             | 13                             | 167                            | - AUS: Platina - UK: 4× Platina - FRA: Zlatá deska                                                                                    |
| 1990                                                                          | Rhythm of Love - Vydáno: 12. listopadu 1990 - Label: PWL - Formáty: LP, CD, kazeta                      | 10                             | 9                              | —                              | —                              | —                              | —                              | 36                             | 44                             | —                              | —                              | - AUS: Platina - UK: Platina |
| 1991                                                                          | Let's Get to It - Vydáno: 14. října 1991 - Label: PWL - Formáty: LP, CD, kazeta                         | 13                             | 15                             | —                              | —                              | —                              | —                              | —                              | —                              | —                              | —                              | - AUS: Zlatá deska - UK: Zlatá deska                                                                                                  |
| 1994                                                                          | Kylie Minogue - Vydáno: 19. září 1994 - Label: Deconstruction - Formáty: LP, CD, kazeta                 | 3                              | 4                              | —                              | —                              | 78                             | —                              | 37                             | 39                             | 33                             | —                              | - AUS: Platina - UK: Platina |
| 1997                                                                          | Impossible Princess - Vydáno: 27. října 1997 - Label: Deconstruction - Formáty: CD, kazeta              | 4                              | 10                             | —                              | —                              | 78                             | —                              | —                              | —                              | 33                             | —                              | - AUS: 2× Platina - UK: Stříbrná deska                                                                                                |
| 2000                                                                          | Light Years - Vydáno: 25. září 2000 - Label: Parlophone - Formáty: CD, kazeta                           | 1                              | 2                              | —                              | 50                             | 35                             | 13                             | 8                              | 25                             | 28                             | —                              | - AUS: 4× Platina - UK: Platina |
| 2001                                                                          | Fever - Vydáno: 1. října 2001 - Label: Parlophone - Formáty: CD, kazeta                                 | 1                              | 1                              | 1                              | 21                             | 1                              | 1                              | 3                              | 10                             | 3                              | 3                              | - AUS: 7× Platina - KAN: 2× Platina - EU: 3× Platina - UK: 6× Platina - USA: Platina - GER: Platina - BEL: Zlatá deska - FRA: Platina |
| 2003                                                                          | Body Language - Vydáno: 17. listopadu 2003 - Label: Parlophone - Formáty: CD, kazeta, digitální stažení | 2                              | 6                              | 23                             | 31                             | 11                             | 19                             | 23                             | 20                             | 8                              | 42                             | - AUS: 2× Platina - UK: Platina |
| 2007                                                                          | X - Vydáno: 21. listopadu 2007 - Label: Parlophone - Formáty: CD, kazeta, digitální stažení             | 1                              | 4                              | 16                             | 19                             | 15                             | 14                             | 38                             | 28                             | 9                              | 139                            | - AUS: Platina - UK: Platina - BEL: Zlatá deska - FRA: Zlatá deska                                                                    |
| 2010                                                                          | Aphrodite - Vydáno: 2. července 2010 - Label: Parlophone - Formáty: LP, CD, digitální stažení           | 2                              | 1                              | 3                              | 3                              | 3                              | 5                              | 11                             | 9                              | 2                              | 19                             | - AUS: Platina - UK: Platina - BEL: Zlatá deska                                                                                       |
| "—" znamená, že se nahrávka v hitparádě neumístila nebo nebyla v zemi vydána. | |                                |                                |                                |                                |                                |                                |                                |                                |                                |                                | |

### Kompilační alba
| Rok                                                                           | Album | Nejvyšší umístění v hitparádě | Nejvyšší umístění v hitparádě | Nejvyšší umístění v hitparádě | Nejvyšší umístění v hitparádě | Nejvyšší umístění v hitparádě | Nejvyšší umístění v hitparádě | Nejvyšší umístění v hitparádě | Nejvyšší umístění v hitparádě | Certifikace                                      |
| Rok                                                                           | Album | AUS                           | UK                            | AT                            | GER                           | IRE                           | NZ                            | SWE                           | SWI                           | Certifikace                                      |
| ----------------------------------------------------------------------------- | --- | ----------------------------- | ----------------------------- | ----------------------------- | ----------------------------- | ----------------------------- | ----------------------------- | ----------------------------- | ----------------------------- | ------------------------------------------------ |
| 1992                                                                          | Greatest Hits - Vydáno: 24. srpna 1992 - Label: PWL - Formáty: LP, CD, kazeta                            | 3                             | 1                             | —                             | 81                            | —                             | 49                            | —                             | —                             | - AUS: 2× Platina - UK: Platina                  |
| 2004                                                                          | Ultimate Kylie - Vydáno: 22. listopadu 2004 - Label: Parlophone - Formáty: CD, kazeta, digitální stažení | 5                             | 4                             | 15                            | 10                            | 8                             | 33                            | 23                            | 19                            | - AUS: 4× Platina - EU: Platina - UK: 2× Platina |
| "—" znamená, že se nahrávka v hitparádě neumístila nebo nebyla v zemi vydána. | |                               |                               |                               |                               |                               |                               |                               |                               |                                                  |

#### Další kompilační alba
| Rok  | Album                                                                                              | Poznámka |
| ---- | -------------------------------------------------------------------------------------------------- | --- |
| 2000 | Hits+ - Vydáno: 16. října 2000 - Label: BMG - Formáty: CD, kazeta                                  | - Obsahuje singly z alb Kylie Minogue (1994) a Impossible Princess (1997), plus bonusy. Ve Spojeném království na 41. místě                                                                          |
| 2002 | Confide in Me - Vydáno: 25. května 2002 - Label: BMG - Formáty: CD                                 | - Evropské vydání. Obsahuje nahrávky z alb Kylie Minogue (1994) a Impossible Princess (1997). |
| 2002 | Greatest Hits 1987–1992 - Vydáno: 18. listopadu 2002 - Label: PWL - Formáty: CD, kazeta            | - Evropské vydání. Podobné kompilaci Greatest Hits (1992) s novým designem a bonusem remixovým diskem. Ve Spojeném království na 20. a v Irsku na 37. místě. Platinové album ve Spojeném království. |
| 2003 | Greatest Hits 1987–1999 - Vydáno: 24. listopadu 2003 - Label: Festival Records - Formáty: CD       | - Australské vydání. Obsahuje singly z alb od Kylie (1988) až k Intimate and Live (1998). V Austrálii na 54. místě.                                                                                  |
| 2003 | Greatest Hits 1987–1997 - Vydáno: 24. listopadu 2003 - Label: BMG - Formáty: CD, kazeta            | - Evropské vydání. Obsahuje singly z alb od Kylie (1988) až k Impossible Princess (1997). |
| 2004 | Kylie Minogue: Artist Collection - Vydáno: 20. září 2004 - Label: BMG - Formáty: CD, kazeta        | - Evropské vydání. Obsahuje nahrávky z alb Kylie Minogue (1994) a Impossible Princess (1997). |
| 2007 | Confide in Me: The Irresistible Kylie - Vydáno: 16. července 2007 - Label: Music Club - Formát: CD | - Evropské vydání. Obsahuje nahrávky z alb Kylie Minogue (1994) a Impossible Princess (1997). |

### Koncertní alba
| Rok                                                                           | Album | Nejvyšší umístění v hitparádě | Nejvyšší umístění v hitparádě | Nejvyšší umístění v hitparádě | Nejvyšší umístění v hitparádě | Nejvyšší umístění v hitparádě | Nejvyšší umístění v hitparádě | Certifikace          |
| Rok                                                                           | Album | AUS                           | UK                            | AT                            | FRA                           | GER                           | SWI                           | Certifikace          |
| ----------------------------------------------------------------------------- | --- | ----------------------------- | ----------------------------- | ----------------------------- | ----------------------------- | ----------------------------- | ----------------------------- | -------------------- |
| 1998                                                                          | Intimate and Live - Vydáno: 30. listopadu 1998 - Label: Mushroom - Formáty: CD, kazeta                        | 28                            | —                             | —                             | —                             | —                             | —                             |                      |
| 2005                                                                          | Showgirl - Vydáno: 12. prosince 2005 - Label: Parlophone - Formáty: Digitální stažení                         | —                             | —                             | —                             | —                             | —                             | —                             |                      |
| 2007                                                                          | Showgirl Homecoming Live - Vydáno: 8. ledna 2007 - Label: Parlophone - Formáty: CD, kazeta, digitální stažení | 28                            | 7                             | 55                            | 113                           | 59                            | 54                            | - UK: Stříbrná deska |
| 2009                                                                          | Kylie: Live in New York - Vydáno: 14. prosince 2009 - Label: Parlophone - Formáty: Digitální stažení          | —                             | —                             | —                             | —                             | —                             | —                             |                      |
| "—" znamená, že se nahrávka v hitparádě neumístila nebo nebyla v zemi vydána. | |                               |                               |                               |                               |                               |                               |                      |

### Remixy
| Rok  | Album                                                                                       | Poznámka |
| ---- | ------------------------------------------------------------------------------------------- | --- |
| 1988 | The Kylie Collection - Vydáno: 1988 - Label: Mushroom - Formáty: LP, kazeta                 | - Australské vydání. Nahrávky z alba Kylie (1988) spolu s remixy.                                                                            |
| 1989 | Kylie's Remixes Volume 1 - Vydáno: březen 1989 - Label: Mushroom - Formáty: LP, CD, kazeta  | - Původní vydání v Japonsku a Austrálii v roce 1993. Remixové nahrávky z alba Kylie (1988).                                                  |
| 1992 | Kylie's Remixes Volume 2 - Vydáno: červenec 1993 - Label: Mushroom - Formáty: CD, kazeta    | - Původní vydání v Japonsku a Austrálii v roce 1993. Remixové nahrávky z alba Rhythm of Love (1990) a Let's Get to It (1991).                |
| 1993 | Kylie's Non-Stop History 50+1 - Vydáno: 1. července 1993 - Label: PWL - Formáty: CD, kazeta | - Megamix ze všech písní v průběhu éry u labelu PWL.                                                                                         |
| 1993 | Greatest Remix Hits 1 - Vydáno: listopad 1993 - Label: Mushroom - Formats: CD, kazeta       | - Původní vydání v Japonsku a znovuvydáno v Austrálii v roce 1997. Remixové nahrávky z alb počínaje Kylie (1988) až ke Greatest Hits (1992). |
| 1993 | Greatest Remix Hits 2 - VYdáno: listopad 1993 - Label: Mushroom - Formáty: CD, kazeta       | - Původní vydání v Japonsku a znovuvydáno v Austrálii v roce 199r. Remixové nahrávky z alb počínaje Kylie (1988) až ke Greatest Hits (1992). |
| 1998 | Mixes - Vydáno: 3. srpna 1998 - Label: Deconstruction - Formáty: LP, CD                     | - Vydáno ve Spojeném království, v hitparádě na 63. místě. Remixy z alba Impossible Princess (1997).                                         |
| 1998 | Impossible Remixes - Vydáno: 10. srpna 1998 - Label: Mushroom - Formáty: CD                 | - Australské vydání, v hitparádě na 37. místě. Remixové nahrávky z alba Impossible Princess (1997).                                          |
| 1998 | Greatest Remix Hits 3 - Vydáno: 15. září 1998 - Label: Mushroom - Formáty: CD, kazeta       | - Australské vydání, v hitparádě na 67. místě. - Remixy z alb počínaje Kylie (1988) až ke Greatest Hits (1992).                              |
| 1998 | Greatest Remix Hits 4 - Vydáno: 15. září 1998 - Label: Mushroom - Formáty: CD, kazeta       | - Australské vydání, v hitparádě na 66. místě. - Remixy z alb počínaje Kylie (1988) až ke Greatest Hits (1992).                              |
| 2009 | Boombox - Vydáno: 5. ledna 2009 - Label: Parlophone - Formáty: CD, digitální stažení        | - V australské hitparádě na 72. místě a v britské na 28. místě - Remixové nahrávky z alb počínaje Light Years (2000) až ke X (2007).         |
| 2010 | Essential Mixes - Vydáno: 20. září 2010 - Label: Sony BMG - Formáty: CD, digitální stažení  | - Celosvětové vydání, nesoutěžilo v žádné hitparádě. - Remixové nahrávky z alb Kylie Minogue (1994) a Impossible Princess (1997).            |

### Extended Play
| Rok  | Album                                                                      | Poznámky |
| ---- | -------------------------------------------------------------------------- | --- |
| 1998 | Other Sides - Vydáno: leden 1998 - Label: Mushroom - Formáty: CD           | - Australské promo vydání, které přineslo volnou kopii alba Impossible Princess (1997) v prodejní síti HMV. |
| 2004 | Money Can't Buy - Vydáno: 10. února 2004 - Label: Parlophone - Formáty: CD | - US promo vydání, které přineslo volnou kopii alba Body Language (2003) v prodejní síti Target.            |
| 2007 | Darling - Vydáno: 9. února 2007 - Label: Parlophone - Formáty: CD          | - Promo vydání distribuované s uvedením zpěvaččina parfému Darling na trh.                                  |

## Singly

### 1980–1989
| Rok                                                                           | Píseň                   | Nejvyšší umístění v hitparádě | Nejvyšší umístění v hitparádě | Nejvyšší umístění v hitparádě | Nejvyšší umístění v hitparádě | Nejvyšší umístění v hitparádě | Nejvyšší umístění v hitparádě | Nejvyšší umístění v hitparádě | Nejvyšší umístění v hitparádě | Nejvyšší umístění v hitparádě | Nejvyšší umístění v hitparádě | Nejvyšší umístění v hitparádě | Nejvyšší umístění v hitparádě | Nejvyšší umístění v hitparádě | Nejvyšší umístění v hitparádě | Nejvyšší umístění v hitparádě | Certifikace                                          | Album          |
| Rok                                                                           | Píseň                   | AUS                           | AT                            | BEL                           | KAN                           | FRA                           | GER                           | IRE                           | NLD                           | NZ                            | NOR                           | SWE                           | SWI                           | UK                            | USA                           | US Dance                      | Certifikace                                          | Album          |
| ----------------------------------------------------------------------------- | ----------------------- | ----------------------------- | ----------------------------- | ----------------------------- | ----------------------------- | ----------------------------- | ----------------------------- | ----------------------------- | ----------------------------- | ----------------------------- | ----------------------------- | ----------------------------- | ----------------------------- | ----------------------------- | ----------------------------- | ----------------------------- | ---------------------------------------------------- | -------------- |
| 1987                                                                          | Locomotion              | 1                             | —                             | —                             | —                             | —                             | —                             | —                             | —                             | —                             | —                             | —                             | —                             | —                             | —                             | —                             | - AUS: 3× Platina                                    | Kylie          |
| 1987                                                                          | I Should Be So Lucky    | 1                             | 4                             | 4                             | 25                            | 4                             | 1                             | 1                             | 14                            | 3                             | 5                             | 13                            | 1                             | 1                             | 28                            | 10                            | - AUS: Platina - FRA: Zlato - GER: Zlato - UK: Zlato | Kylie          |
| 1988                                                                          | Got to Be Certain       | 1                             | 8                             | 1                             | —                             | 9                             | 6                             | 4                             | —                             | 2                             | 6                             | 19                            | 8                             | 2                             | —                             | —                             | - FRA: Zlato - UK: Stříbro                           | Kylie          |
| 1988                                                                          | Je Ne Sais Pas Pourquoi | 11                            | 14                            | 3                             | —                             | 15                            | 14                            | 2                             | 43                            | 9                             | 10                            | 22                            | 24                            | 2                             | —                             | —                             | - UK: Stříbro                                        | Kylie          |
| 1989                                                                          | Hand on Your Heart      | 4                             | 4                             | —                             | —                             | 8                             | 17                            | 1                             | 19                            | 15                            | 10                            | 17                            | 6                             | 1                             | —                             | —                             | - AUS: Zlato - UK: Zlato                             | Enjoy Yourself |
| 1989                                                                          | Wouldn't Change a Thing | 6                             | —                             | —                             | —                             | 19                            | 24                            | —                             | —                             | 21                            | —                             | 26                            | 27                            | 2                             | —                             | —                             |                                                      | Enjoy Yourself |
| 1989                                                                          | Never Too Late          | 14                            | —                             | —                             | —                             | 26                            | 45                            | 1                             | 29                            | 27                            | —                             | —                             | 23                            | 4                             | —                             | —                             | - UK: Stříbro                                        | Enjoy Yourself |
| "—" znamená, že se nahrávka v hitparádě neumístila nebo nebyla v zemi vydána. |                         |                               |                               |                               |                               |                               |                               |                               |                               |                               |                               |                               |                               |                               |                               |                               |                                                      |                |

### 1990–1999
| Rok                                                                           | Píseň                                      | Nejvyšší umístění v hitparádě | Nejvyšší umístění v hitparádě | Nejvyšší umístění v hitparádě | Nejvyšší umístění v hitparádě | Nejvyšší umístění v hitparádě | Nejvyšší umístění v hitparádě | Nejvyšší umístění v hitparádě | Nejvyšší umístění v hitparádě | Nejvyšší umístění v hitparádě | Nejvyšší umístění v hitparádě | Nejvyšší umístění v hitparádě | Nejvyšší umístění v hitparádě | Nejvyšší umístění v hitparádě | Nejvyšší umístění v hitparádě | Nejvyšší umístění v hitparádě | Certifikace                  | Album               |
| Rok                                                                           | Píseň                                      | AUS                           | AT                            | BEL                           | CAN                           | FRA                           | GER                           | IRE                           | NLD                           | NZ                            | NOR                           | SWE                           | SWI                           | UK                            | USA                           | US Dance                      | Certifikace                  | Album               |
| ----------------------------------------------------------------------------- | ------------------------------------------ | ----------------------------- | ----------------------------- | ----------------------------- | ----------------------------- | ----------------------------- | ----------------------------- | ----------------------------- | ----------------------------- | ----------------------------- | ----------------------------- | ----------------------------- | ----------------------------- | ----------------------------- | ----------------------------- | ----------------------------- | ---------------------------- | ------------------- |
| 1990                                                                          | Tears on My Pillow                         | 20                            | —                             | 9                             | 35                            | —                             | 31                            | 2                             | 19                            | 33                            | —                             | 3                             | 23                            | 1                             | —                             | —                             | - UK: Stříbro                | Enjoy Yourself      |
| 1990                                                                          | Better the Devil You Know                  | 4                             | 27                            | 3                             | —                             | 13                            | 24                            | 4                             | 16                            | 27                            | —                             | 13                            | 21                            | 2                             | —                             | —                             | - AUS: Zlato - UK: Silver    | Rhythm of Love      |
| 1990                                                                          | Step Back in Time                          | 5                             | —                             | —                             | —                             | 23                            | 36                            | 4                             | 35                            | 21                            | —                             | 19                            | 29                            | 4                             | —                             | —                             | - AUS: Zlato                 | Rhythm of Love      |
| 1991                                                                          | What Do I Have to Do?                      | 11                            | —                             | —                             | —                             | 50                            | 48                            | 7                             | 81                            | —                             | —                             | —                             | —                             | 6                             | —                             | —                             | - AUS: Zlato                 | Rhythm of Love      |
| 1991                                                                          | Shocked                                    | 7                             | —                             | —                             | —                             | 50                            | —                             | 2                             | —                             | —                             | —                             | —                             | —                             | 6                             | —                             | —                             |                              | Rhythm of Love      |
| 1991                                                                          | Word Is Out                                | 10                            | —                             | —                             | —                             | 50                            | —                             | 8                             | —                             | —                             | —                             | —                             | —                             | 16                            | —                             | —                             |                              | Let's Get to It     |
| 1991                                                                          | If You Were with Me Now (Keith Washington) | 23                            | —                             | —                             | —                             | —                             | 61                            | 7                             | —                             | —                             | —                             | —                             | —                             | 4                             | —                             | —                             |                              | Let's Get to It     |
| 1992                                                                          | Give Me Just a Little More Time            | 24                            | —                             | —                             | —                             | —                             | 51                            | 6                             | 60                            | —                             | —                             | —                             | —                             | 2                             | —                             | —                             |                              | Let's Get to It     |
| 1992                                                                          | Finer Feelings                             | 60                            | —                             | —                             | —                             | —                             | 61                            | 16                            | —                             | —                             | —                             | —                             | —                             | 11                            | —                             | —                             |                              | Let's Get to It     |
| 1992                                                                          | What Kind of Fool (Heard All That Before)  | 17                            | —                             | —                             | —                             | —                             | 81                            | 22                            | —                             | —                             | —                             | —                             | —                             | 14                            | —                             | —                             |                              | Greatest Hits       |
| 1992                                                                          | Celebration                                | 21                            | —                             | —                             | —                             | —                             | —                             | 11                            | —                             | —                             | —                             | —                             | —                             | 20                            | —                             | —                             |                              | Greatest Hits       |
| 1994                                                                          | Confide in Me                              | 1                             | —                             | —                             | —                             | 10                            | 50                            | 12                            | 38                            | 12                            | —                             | 10                            | 20                            | 2                             | —                             | 39                            | - AUS: Platina - UK: Stříbro | Kylie Minogue       |
| 1994                                                                          | Put Yourself in My Place                   | 11                            | —                             | —                             | —                             | —                             | 87                            | —                             | —                             | —                             | —                             | —                             | —                             | 11                            | —                             | —                             | - AUS: Zlato                 | Kylie Minogue       |
| 1995                                                                          | Where Is the Feeling?                      | 31                            | —                             | —                             | —                             | —                             | —                             | —                             | —                             | —                             | —                             | —                             | —                             | 16                            | —                             | —                             |                              | Kylie Minogue       |
| 1997                                                                          | Some Kind of Bliss                         | 27                            | —                             | —                             | —                             | —                             | —                             | —                             | —                             | 46                            | —                             | —                             | —                             | 22                            | —                             | —                             |                              | Impossible Princess |
| 1997                                                                          | Did It Again                               | 15                            | —                             | —                             | —                             | —                             | —                             | —                             | —                             | —                             | —                             | —                             | —                             | 14                            | —                             | —                             | - AUS: Zlato                 | Impossible Princess |
| 1998                                                                          | Breathe                                    | 23                            | —                             | —                             | —                             | —                             | —                             | —                             | —                             | —                             | —                             | —                             | —                             | 14                            | —                             | —                             |                              | Impossible Princess |
| 1998                                                                          | Cowboy Style                               | 39                            | —                             | —                             | —                             | —                             | —                             | —                             | —                             | —                             | —                             | —                             | —                             | —                             | —                             | —                             |                              | Impossible Princess |
| "—" znamená, že se nahrávka v hitparádě neumístila nebo nebyla v zemi vydána. |                                            |                               |                               |                               |                               |                               |                               |                               |                               |                               |                               |                               |                               |                               |                               |                               |                              |                     |

### 2000–2009
| Rok                                                                           | Píseň                        | Nejvyšší umístění v hitparádě | Nejvyšší umístění v hitparádě | Nejvyšší umístění v hitparádě | Nejvyšší umístění v hitparádě | Nejvyšší umístění v hitparádě | Nejvyšší umístění v hitparádě | Nejvyšší umístění v hitparádě | Nejvyšší umístění v hitparádě | Nejvyšší umístění v hitparádě | Nejvyšší umístění v hitparádě | Nejvyšší umístění v hitparádě | Nejvyšší umístění v hitparádě | Nejvyšší umístění v hitparádě | Nejvyšší umístění v hitparádě | Nejvyšší umístění v hitparádě | Certifikace                                                               | Album          |
| Rok                                                                           | Píseň                        | AUS                           | AT                            | BEL                           | CAN                           | FRA                           | GER                           | IRE                           | NLD                           | NZ                            | NOR                           | SWE                           | SWI                           | UK                            | USA                           | US Dance                      | Certifikace                                                               | Album          |
| ----------------------------------------------------------------------------- | ---------------------------- | ----------------------------- | ----------------------------- | ----------------------------- | ----------------------------- | ----------------------------- | ----------------------------- | ----------------------------- | ----------------------------- | ----------------------------- | ----------------------------- | ----------------------------- | ----------------------------- | ----------------------------- | ----------------------------- | ----------------------------- | ------------------------------------------------------------------------- | -------------- |
| 2000                                                                          | Spinning Around              | 1                             | —                             | 25                            | —                             | 19                            | 37                            | 1                             | 18                            | 2                             | —                             | 29                            | 17                            | 1                             | —                             | —                             | - AUS: Platina - UK: Stříbro                                              | Light Years    |
| 2000                                                                          | On a Night Like This         | 1                             | —                             | 16                            | —                             | 28                            | 47                            | 16                            | 18                            | 26                            | —                             | 21                            | 51                            | 2                             | —                             | —                             | - AUS: Platina                                                            | Light Years    |
| 2000                                                                          | Kids (Robbie Williams)       | 5                             | —                             | 38                            | —                             | —                             | 39                            | 9                             | 24                            | 3                             | —                             | 29                            | 24                            | 2                             | —                             | —                             | - AUS: Zlato - UK: Stříbro                                                | Light Years    |
| 2000                                                                          | Please Stay                  | 15                            | —                             | 13                            | —                             | —                             | —                             | 34                            | 69                            | —                             | —                             | 47                            | —                             | 10                            | —                             | —                             | - AUS: Zlato                                                              | Light Years    |
| 2001                                                                          | Your Disco Needs You         | 20                            | 70                            | —                             | —                             | —                             | 31                            | —                             | —                             | —                             | —                             | —                             | 27                            | —                             | —                             | —                             |                                                                           | Light Years    |
| 2001                                                                          | Butterfly                    | —                             | —                             | —                             | —                             | —                             | —                             | —                             | —                             | —                             | —                             | —                             | —                             | —                             | —                             | 14                            |                                                                           | Light Years    |
| 2001                                                                          | Can't Get You Out of My Head | 1                             | 1                             | 1                             | 3                             | 1                             | 1                             | 1                             | 1                             | 1                             | 1                             | 1                             | 1                             | 1                             | 7                             | 1                             | - AUS: 3x Platina - FRA: Platina - GER: Platina - UK: Platina - US: Zlato | Fever          |
| 2002                                                                          | In Your Eyes                 | 1                             | 22                            | 11                            | 11                            | 24                            | 6                             | 6                             | 15                            | 18                            | —                             | 19                            | 8                             | 3                             | —                             | —                             | - AUS: Zlato - UK: Stříbro                                                | Fever          |
| 2002                                                                          | Love at First Sight          | 3                             | 29                            | 28                            | 5                             | 33                            | 16                            | 7                             | 15                            | 9                             | —                             | 36                            | 22                            | 2                             | 23                            | 1                             | - AUS: Zlato                                                              | Fever          |
| 2002                                                                          | Come Into My World           | 4                             | 59                            | 35                            | 15                            | 78                            | 47                            | 11                            | 35                            | 20                            | —                             | —                             | 66                            | 8                             | 91                            | 20                            | - AUS: Zlato                                                              | Fever          |
| 2003                                                                          | Slow                         | 1                             | 20                            | 9                             | 6                             | 45                            | 8                             | 5                             | 8                             | 9                             | 4                             | 16                            | 18                            | 1                             | 91                            | 1                             | - AUS: Platina                                                            | Body Language  |
| 2004                                                                          | Red Blooded Woman            | 4                             | 23                            | 20                            | —                             | 33                            | 16                            | 9                             | 21                            | 19                            | —                             | 28                            | 15                            | 5                             | —                             | 24                            |                                                                           | Body Language  |
| 2004                                                                          | Chocolate                    | 14                            | 58                            | 43                            | 19                            | 69                            | 43                            | 26                            | 45                            | —                             | —                             | —                             | 53                            | 6                             | —                             | —                             |                                                                           | Body Language  |
| 2004                                                                          | I Believe in You             | 6                             | 4                             | 20                            | —                             | 35                            | 12                            | 9                             | 14                            | 29                            | 13                            | 16                            | 6                             | 2                             | —                             | 3                             | - AUS: Zlato                                                              | Ultimate Kylie |
| 2005                                                                          | Giving You Up                | 8                             | 45                            | 25                            | —                             | —                             | 27                            | 20                            | 23                            | —                             | —                             | —                             | 40                            | 6                             | —                             | —                             |                                                                           | Ultimate Kylie |
| 2007                                                                          | 2 Hearts                     | 1                             | 14                            | 25                            | 60                            | 15                            | 13                            | 12                            | 29                            | 34                            | 6                             | 3                             | 10                            | 4                             | —                             | —                             | - AUS: Zlato                                                              | X              |
| 2008                                                                          | Wow                          | 11                            | 72                            | 37                            | —                             | 15                            | 41                            | 10                            | 36                            | —                             | —                             | 32                            | 51                            | 5                             | —                             | —                             | - UK: Stříbro                                                             | X              |
| 2008                                                                          | In My Arms                   | 35                            | 16                            | 11                            | —                             | 10                            | 8                             | 15                            | 33                            | —                             | —                             | 15                            | 4                             | 10                            | —                             | —                             |                                                                           | X              |
| 2008                                                                          | All I See                    | —                             | —                             | —                             | 81                            | —                             | —                             | —                             | —                             | —                             | —                             | —                             | —                             | —                             | —                             | 3                             |                                                                           | X              |
| 2008                                                                          | The One                      | —                             | —                             | 15                            | —                             | —                             | —                             | —                             | —                             | —                             | —                             | —                             | —                             | 36                            | —                             | —                             |                                                                           | X              |
| "—" znamená, že se nahrávka v hitparádě neumístila nebo nebyla v zemi vydána. |                              |                               |                               |                               |                               |                               |                               |                               |                               |                               |                               |                               |                               |                               |                               |                               |                                                                           |                |

### 2010–2019
| Rok  | Píseň                                  | Nejvyšší umístění v hitparádě | Nejvyšší umístění v hitparádě | Nejvyšší umístění v hitparádě | Nejvyšší umístění v hitparádě | Nejvyšší umístění v hitparádě | Nejvyšší umístění v hitparádě | Nejvyšší umístění v hitparádě | Nejvyšší umístění v hitparádě | Nejvyšší umístění v hitparádě | Nejvyšší umístění v hitparádě | Nejvyšší umístění v hitparádě | Nejvyšší umístění v hitparádě | Nejvyšší umístění v hitparádě | Nejvyšší umístění v hitparádě | Nejvyšší umístění v hitparádě | Certifikace                | Album     |
| Rok  | Píseň                                  | AUS                           | AT                            | BEL                           | CAN                           | FRA                           | GER                           | IRE                           | NLD                           | NZ                            | NOR                           | SWE                           | SWI                           | UK                            | USA                           | US Dance                      | Certifikace                | Album     |
| ---- | -------------------------------------- | ----------------------------- | ----------------------------- | ----------------------------- | ----------------------------- | ----------------------------- | ----------------------------- | ----------------------------- | ----------------------------- | ----------------------------- | ----------------------------- | ----------------------------- | ----------------------------- | ----------------------------- | ----------------------------- | ----------------------------- | -------------------------- | --------- |
| 2010 | All the Lovers                         | 13                            | 5                             | 8                             | 72                            | 3                             | 10                            | 6                             | 61                            | —                             | —                             | 33                            | 6                             | 3                             | —                             | 1                             | - AUS: Zlato - UK: Stříbro | Aphrodite |
| 2010 | Get Outta My Way                       | 69                            | 61                            | 5                             | —                             | 29                            | 41                            | 33                            | —                             | —                             | —                             | —                             | 23                            | 12                            | —                             | 1                             |                            | Aphrodite |
| 2010 | Better than Today                      | 55                            | —                             | —                             | —                             | —                             | —                             | —                             | —                             | —                             | —                             | —                             | —                             | 67                            | —                             | —                             |                            | Aphrodite |
| 2011 | "Put Your Hands Up (If You Feel Love)" | 50                            | —                             | —                             | —                             | —                             | —                             | —                             | —                             | —                             | —                             | —                             | —                             | 93                            | —                             | —                             |                            | Aphrodite |

### Nahrávky s dalšími umělci
| Rok                                                                           | Píseň                                                    | Nejvyšší umístění v hitparádě | Nejvyšší umístění v hitparádě | Nejvyšší umístění v hitparádě | Nejvyšší umístění v hitparádě | Nejvyšší umístění v hitparádě | Nejvyšší umístění v hitparádě | Nejvyšší umístění v hitparádě | Nejvyšší umístění v hitparádě | Nejvyšší umístění v hitparádě | Nejvyšší umístění v hitparádě | Nejvyšší umístění v hitparádě | Certifikace                           | Album              |
| Rok                                                                           | Píseň                                                    | AUS                           | AT                            | FRA                           | GER                           | IRE                           | NLD                           | NZ                            | NOR                           | SWE                           | SWI                           | UK                            | Certifikace                           | Album              |
| ----------------------------------------------------------------------------- | -------------------------------------------------------- | ----------------------------- | ----------------------------- | ----------------------------- | ----------------------------- | ----------------------------- | ----------------------------- | ----------------------------- | ----------------------------- | ----------------------------- | ----------------------------- | ----------------------------- | ------------------------------------- | ------------------ |
| 1988                                                                          | Especially for You (spolupracující umělec Jason Donovan) | 2                             | 3                             | 3                             | 10                            | 1                             | 6                             | 2                             | 10                            | 12                            | 2                             | 1                             | - AUS: Zlato - FRA: Zlato - UK: Zlato | Ten Good Reasons   |
| 1989                                                                          | Do They Know It's Christmas? (jako část Band Aid II)     | 30                            | —                             | —                             | 74                            | 1                             | —                             | —                             | —                             | 15                            | 24                            | 1                             | - UK: Platina                         | nejedná se o album |
| 1991                                                                          | Keep on Pumpin' It (Visionmasters a Tony King)           | —                             | —                             | —                             | —                             | —                             | —                             | —                             | —                             | —                             | —                             | 49                            |                                       | nejedná se o album |
| 1995                                                                          | Where the Wild Roses Grow (Nick Cave and the Bad Seeds)  | 2                             | 4                             | 37                            | 12                            | 6                             | 9                             | 11                            | 3                             | 3                             | 11                            | 11                            | - AUS: Zlato - GER: Zlato             | Murder Ballads     |
| 1998                                                                          | GBI: German Bold Italic (Towa Tei)                       | 50                            | —                             | —                             | —                             | —                             | —                             | —                             | —                             | —                             | —                             | 63                            |                                       | Sound Museum       |
| 2010                                                                          | Everybody Hurts (součást Hope for Haiti Now)             | 28                            | —                             | —                             | 16                            | 1                             | —                             | 17                            | —                             | 25                            | 16                            | 1                             |                                       | nejedná se o album |
| 2010                                                                          | Higher (Taio Cruz)                                       | 25                            | —                             | —                             | —                             | —                             | —                             | —                             | —                             | —                             | —                             | —                             |                                       | Rokstarr           |
| "—" znamená, že se nahrávka v hitparádě neumístila nebo nebyla v zemi vydána. |                                                          |                               |                               |                               |                               |                               |                               |                               |                               |                               |                               |                               |                                       |                    |

## Jako host
| Rok  | Píseň                           | Album                                | Spolupracující umělec                                                        |
| ---- | ------------------------------- | ------------------------------------ | ---------------------------------------------------------------------------- |
| 1988 | Especially for You              | Ten Good Reasons                     | - spolupracující umělec Jason Donovan.                                       |
| 1988 | All I Wanna Do Is Make You Mine | Especially for You (singl)           | - Jason Donovan.                                                             |
| 1989 | Do They Know It's Christmas?    | Do They Know It's Christmas? (singl) | - Nazpívala vokály v rámci projektu Band Aid II.                             |
| 1995 | Where the Wild Roses Grow       | Murder Ballads                       | - Nick Cave and the Bad Seeds.                                               |
| 1995 | Death Is Not the End            | Murder Ballads                       | - Nick Cave a the Bad Seeds.                                                 |
| 1997 | So in Love with Yourself        | Girl                                 | - Dannii Minogue.                                                            |
| 1998 | The Reflex                      | The Songs of Duran Duran: Undone     | - Duran Duran coververze. - Ben Lee.                                         |
| 1998 | GBI: German Bold Italic         | Sound Museum                         | - Towa Tei.                                                                  |
| 1999 | In Denial                       | Nightlife                            | - Pet Shop Boys.                                                             |
| 2000 | The Real Thing                  | Sample People (OST)                  | - Russell Morris, coververze.                                                |
| 2000 | Stay this Way                   | Better Than Sex (OST)                |                                                                              |
| 2000 | Kids                            | Sing When You're Winning             | - Robbie Williams - Také se píseň objevila na albu Light Years (2000).       |
| 2001 | Bury Me Deep in Love            | Corroboration                        | - The Triffids, coververze. - Jimmy Little.                                  |
| 2002 | Whenever You Feel Like It       | Scooby Doo (OST)                     |                                                                              |
| 2001 | G House Project                 | When Young Terrorists Chase the Sun  | - Gerling.                                                                   |
| 2005 | The Magic Roundabout            | The Magic Roundabout (OST)           |                                                                              |
| 2005 | Sometime Samurai                | Flash                                | - Towa Tei.                                                                  |
| 2007 | Talk Too Much                   | Overtones                            | - Just Jack. - Pouze edice v USA.                                            |
| 2007 | Love Is the Drug                | Radio 1 Established 1967             | - Roxy Music, coververze.                                                    |
| 2008 | Lhuna                           |                                      | - Coldplay. - Vydáno v rámci charity World AIDS Day v roce 2008.             |
| 2008 | The Winner Takes It All         | Beautiful People, seriál (OST)       | - ABBA, coververze. - Dannii Minogue.                                        |
| 2009 | Monkey Man                      | Go Bananas                           | - The Wiggles                                                                |
| 2009 | Sensitized                      | Caféine                              | - Christophe Willem. - Původní nahrávka je na albu X (2007).                 |
| 2009 | Chiggy Wiggy                    | Blue (OST)                           | - Sonu Nigam a Suzanne D'Mello.                                              |
| 2010 | Everybody Hurts                 | Everybody Hurts (single)             | - R.E.M., verze cover. - V rámci charitativního koncertu Hope for Haiti Now. |
| 2010 | Devotion                        | Happiness                            | - Hurts.                                                                     |
| 2010 | Higher (remix)                  | Rokstarr                             | - Taio Cruz                                                                  |

## Videonahrávky
Více informací naleznete v článku Videonahrávky Kylie Minogue (viz níže).

### VHS
| VHS  | VHS                                   |
| Rok  | Název                                 |
| ---- | ------------------------------------- |
| 1989 | The Videos                            |
| 1989 | The Videos 2                          |
| 1990 | On the Go … Live in Japan             |
| 1991 | Let's Get To … The Videos             |
| 1992 | Live                                  |
| 1992 | Greatest Video Hits                   |
| 1998 | The Kylie Tapes 94–98                 |
| 1998 | Intimate & Live                       |
| 2001 | On a Night Like This – Live in Sydney |
| 2002 | Kylie Fever 2002 – Live in Manchester |

### DVD
| 2001 | On a Night Like This – Live in Sydney                  |
| 2002 | In Your Eyes                                           |
| 2002 | Love at First Sight                                    |
| 2002 | Come into My World                                     |
| 2002 | Kylie Fever 2002 – Live in Manchester                  |
| 2002 | Intimate & Live                                        |
| 2004 | Body Language Live – Album Launch at the London Apollo |
| 2004 | Ultimate Kylie                                         |
| 2005 | Showgirl – The Greatest Hits Tour                      |
| 2007 | White Diamond / Showgirl Homecoming                    |
| 2008 | KylieX2008 Live                                        |